# Adams-Mammut

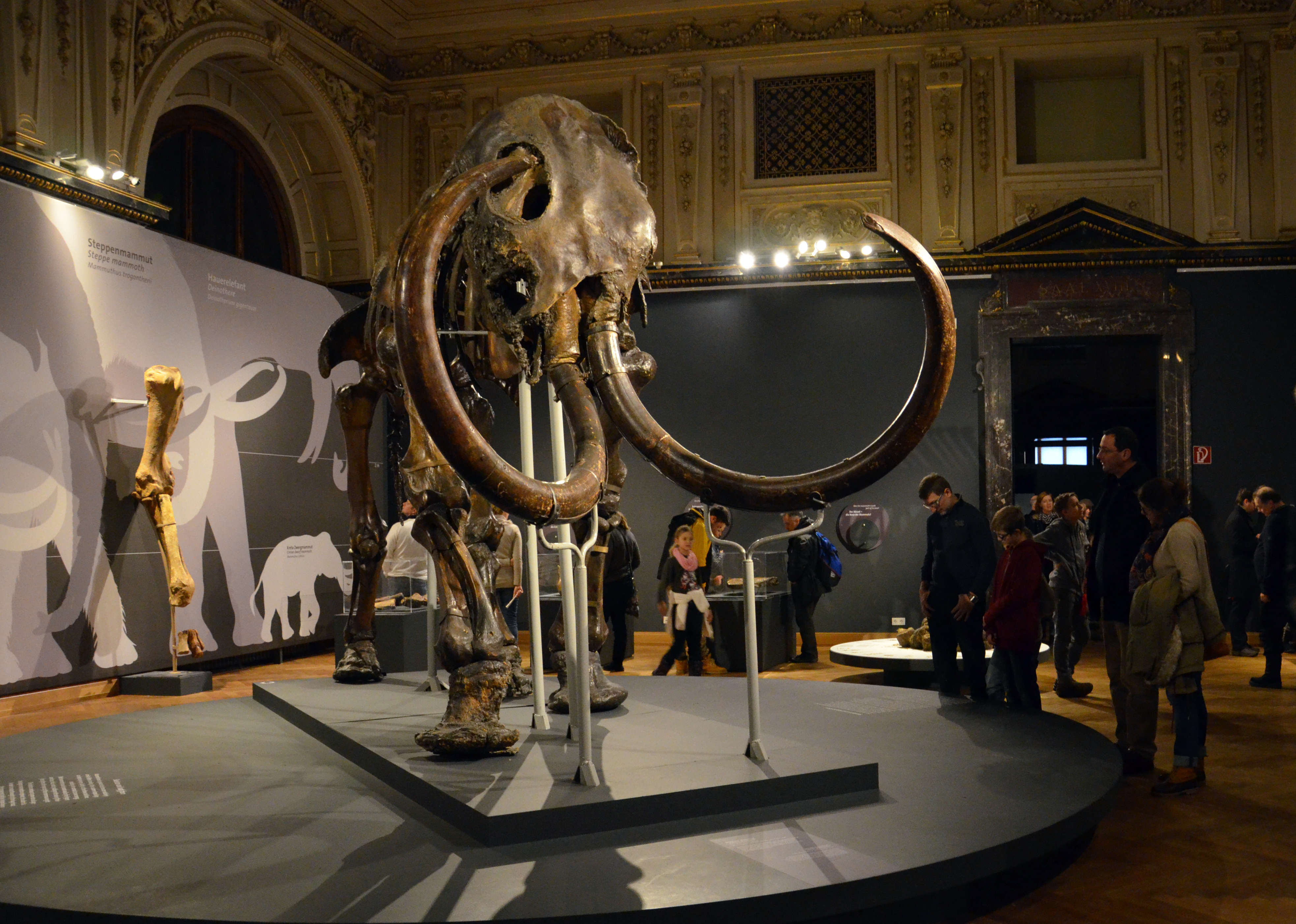
Adams-Mammut, Naturhistorisches Museum Wien

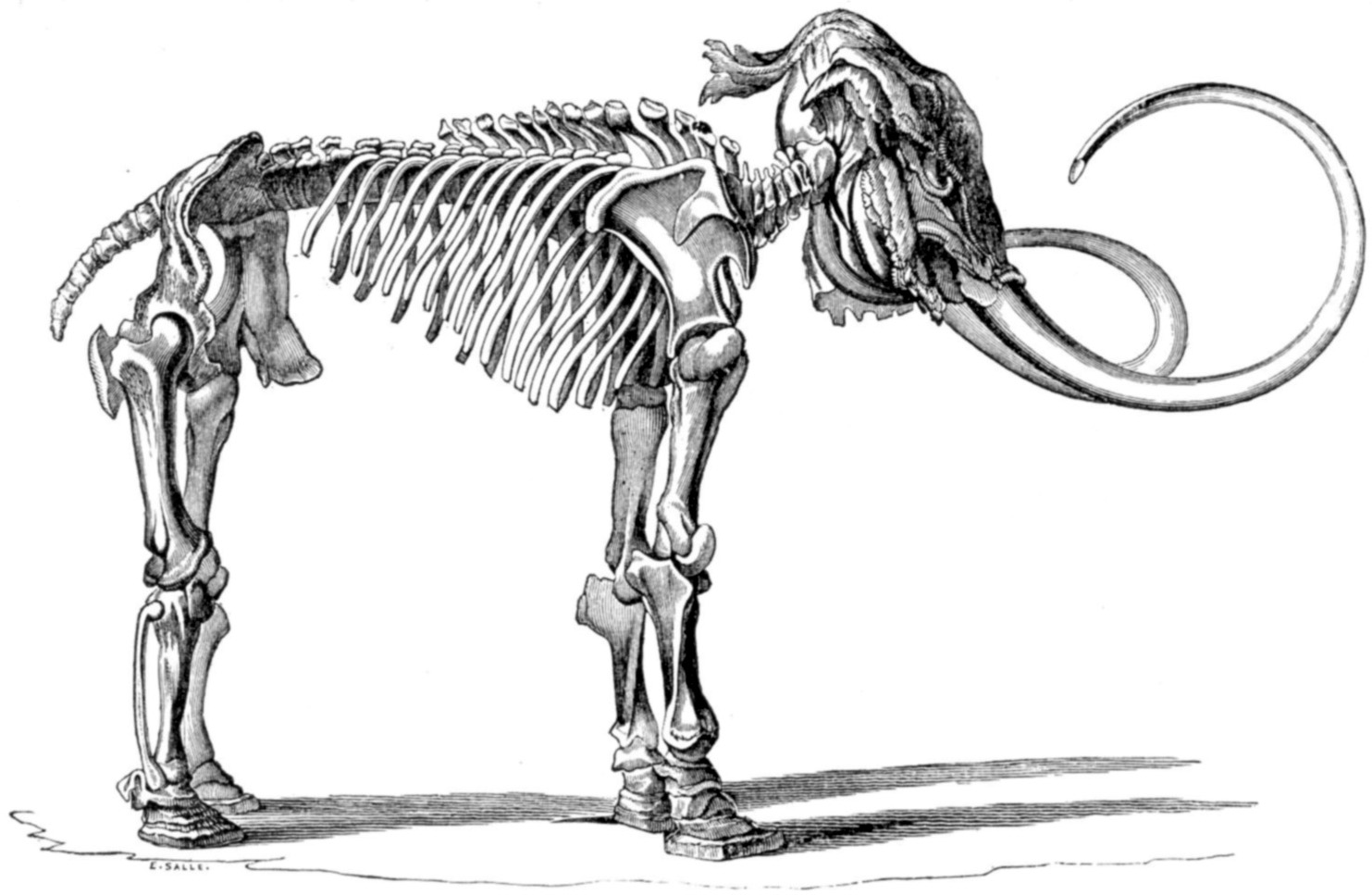
Adams-Mammut, Radierung von Wilhelm Gottlieb Tilesius

Adams-Mammut ist der Name des ersten von europäischen Wissenschaftlern entdeckten, kompletten Skeletts eines Wollhaarmammuts. Die noch mit Haut und Weichteilgewebe bedeckten Überreste des Tieres wurden 1799 im Nordosten Sibiriens von Ossip Schumachow, einem ewenkischen Jäger entdeckt. 1806 barg der deutsch-russische Botaniker Michael Friedrich Adams  das Skelett und brachte es ins Zoologische Museum von Sankt Petersburg.

## Geschichtlicher Hintergrund
In Europa erschienen die ersten Berichte über Mammuts in den 1690er Jahren. 1728 veröffentlichte Hans Sloane zwei Artikel in der Philosophical Transactions of the Royal Society, die als erste wissenschaftliche Beiträge zum Thema Mammut bezeichnet werden können. Sloanes Berichte beruhten auf Beschreibungen von Reisenden und einigen Knochenfunden aus Sibirien und Großbritannien. Obwohl er die Frage behandelte, ob das Mammut ein Elefant sei oder nicht, zog er daraus keine Schlussfolgerungen. 1737 vertrat Johann Philipp Breyne die Auffassung, dass die fossilen Reste von einem Elefanten stammten, konnte jedoch nicht erklären, wie ein Tier aus den Tropen nach Sibirien gelangen konnte. Er vermutete, es könnte durch die Sintflut angespült worden sein.
Zwischen 1692 und 1806 wurden nur vier Funde von Mammutkadavern beschrieben. Keiner dieser Funde wurde geborgen. 1798 konnte der französische Naturforscher Georges Cuvier nachweisen, dass sich die fossilen Überreste des sibirischen Mammuts von den Knochen rezenter Elefantenarten unterscheiden.

## Fundgeschichte
Adams kam 1805 als Teilnehmer einer Forschergruppe, die sich der erfolglosen diplomatischen Mission des Grafen Juri Golowkin  nach China angeschlossen hatte, nach Sibirien. Nach dem Scheitern der Mission blieben mehrere Mitglieder der Gruppe vor Ort, um weiter zu forschen. Von dem Elfenbeinjäger Roman Boltunow, an den Schumachow die Stoßzähne des Tieres verkauft hatte, erfuhr Adams in Jakutsk von der Entdeckung des Mammuts im Lenadelta. Mit drei Kosaken  segelte er die Lena bis zur Mündung hinab. Ende Juni 1806 kam er in Schumachows Dorf an. Ende Juli reisten Adams, Schumachow und zehn Männer aus Schumachows Dorf zum Fundort des Mammuts auf der Bykowski-Halbinsel.
Die zugängliche Seite des gewaltigen Tieres war bereits von Wölfen zerfressen, das Fleisch war zum Teil von den einheimischen Jägern an deren Hunde verfüttert worden. Adams barg das gesamte Skelett, den Schädel mit Ohr, Auge und Kopfhaut und Reste von Weichteilen, den größten Teil der Haut und fast vierzig Pfund Haar. Er beschrieb die Fundstücke als: „von solchen außerordentlichen Ausmaßen, dass zehn Personen ... sie mit großen Schwierigkeiten anheben konnten“. Es fehlten die Stoßzähne, ein Vorderbein sowie der Rüssel. Der Trupp von Adams zerlegte den Kadaver des Tieres und brachte die Einzelteile nach Sankt Petersburg. Während der Rückreise kaufte er ein Paar Stoßzähne, von denen er glaubte, es wären die gleichen, die Schumachow an Boltunow verkauft hatte.

## Rekonstruktion des Mammuts
In Sankt Petersburg erhielt Wilhelm Gottlieb Tilesius von Tilenau den Auftrag, das Tier wiederherzustellen. Seine Aufgabe wurde durch die Tatsache erleichtert, dass die Kunstkammer das Skelett eines indischen Elefanten besaß, das er als Vergleichsobjekt verwenden konnte. Tilesius fertigte Nachbildungen aus Holz an, um den fehlenden Beinknochen zu ersetzen. Seine Arbeit war einer der ersten Versuche ein fossiles Tier zu rekonstruieren. Die Rekonstruktion war im Wesentlichen korrekt, Tilesius machte jedoch einen Fehler bei der Anordnung der Stoßzähne. Statt einwärts setzte er sie auswärts gebogen an. Erst 1899 wurde der Irrtum festgestellt, die korrekte Anordnung der Stoßzähne blieb jedoch bis in das 20. Jahrhundert ein Thema wissenschaftlicher Debatten.

## Rezeption
Adams Bericht über seine Reise wurde Ende 1807 veröffentlicht und bald auch in andere europäische Sprachen übersetzt. Er zirkulierte in ganz Europa und Amerika. Tilesius machte einige Radierungen von seiner Wiederherstellung und schickte sie anderen Naturforschern zur Überprüfung. Währenddessen arbeitete er an einem ausführlichen Bericht über das Skelett, der 1815 veröffentlicht wurde.
Das Adams-Mammut wird auch fälschlich als Adams Mammut bezeichnet. Dies scheint eine volksetymologische Deutung der Bezeichnung für das „erste“ Mammut zu sein, abgeleitet von Adam, dem „ersten“ Menschen.